# Federal Hill (Baltimore)
Federal Hill is een buurt in Baltimore, Verenigde Staten, gelegen ten zuiden van het centrale zakendistrict. De wijk en veel gebouwen die erin staan, zijn opgenomen in het Federal Hill Historic District van het National Register of Historic Places.

## Locatie
De wijk ligt op het noordwestelijk gedeelte van een schiereiland dat zich uitstrekt tussen twee takken van de rivier Patapsco. De wijk is vernoemd naar de prominente heuvel die goed zichtbaar is vanuit de, aan de noordzijde gelegen, Inner Harbor. Deze heuvel, Federal Hill Park genoemd, is als stadspark in gebruik.
Federal Hill is gelegen aan de snelweg Interstate 95 en de zijtak I-395, de Baltimore–Washington Parkway en de Baltimore Light Rail.

## Geschiedenis
In het koloniale tijdperk was Federal Hill een mijnbouwgebied waar vooral pigment voor verf werd gewonnen. Onder het gebied liggen vandaag de dag nog steeds oude mijngangen. Al vroeg in de geschiedenis van Baltimore was de heuvel een belangrijke ontmoetingsplek voor inwoners van de directe omgeving. De heuvel zelf kreeg haar naam in 1789, na afloop van een parade ter viering van de komst van de federale grondwet van Amerika.
In de 20e eeuw was Federal Hill vooral een wijk voor de arbeidersklasse. Eind jaren 70 was de wijk zelfs een probleemwijk met hoge criminaliteit, waardedaling van onroerend goed, en verpaupering. In de jaren 80 werd de wijk er middels een project weer bovenop geholpen.